# Grecia en los Juegos Olímpicos de Roma 1960
Grecia estuvo representada en los Juegos Olímpicos de Roma 1960 por un total de 48 deportistas que compitieron en 8 deportes.  
El portador de la bandera en la ceremonia de apertura fue el príncipe heredero Constantino de Grecia.

## Medallistas
El equipo olímpico griego obtuvo las siguientes medallas:
| Nombre                                                   | Deporte | Competición |
| -------------------------------------------------------- | ------- | ----------- |
| Oro                                                      |         |             |
| Constantino de Grecia Odysseas Eskitzoglu Yeoryos Zaímis | Vela    | Dragon M    |
| Plata                                                    |         |             |
| —                                                        |         |             |
| Bronce                                                   |         |             |
| —                                                        |         |             |